# Barbara Sirani
Barbara Sirani (Bologna, 1641 – 1692) è stata una pittrice italiana, attiva a Bologna.

## Biografia

### Famiglia e formazione

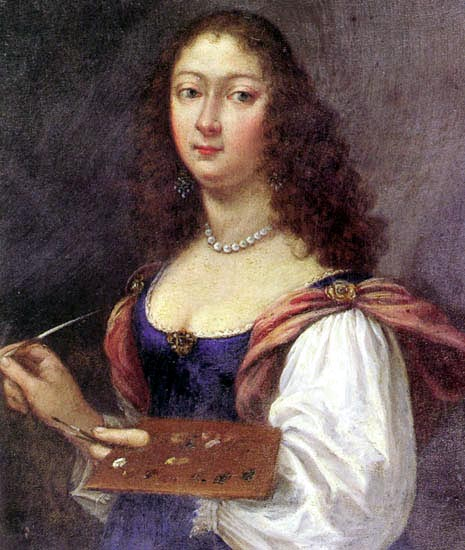
Ritratto di Elisabetta Sirani del 1665, un tempo considerato un autoritratto, è ormai attribuito alla sorella Barbara.

Barbara Sirani nacque a Bologna nel 1641, seconda dei quattro figli del pittore Giovanni Andrea Sirani e di Margherita Masini (o della Mano). Sua sorella maggiore fu la celebre Elisabetta, e come fratelli minori ebbe Anna Maria, anch'ella pittrice, e Antonio Maria, che intraprese la professione medica. 
La sua formazione artistica avvenne sotto la guida del padre, ma soprattutto si perfezionò alla scuola della sorella maggiore. A differenza delle sorelle, che mai ebbero marito e figli, Barbara si sposò nel 1666 con il suonatore di liuto Giovanni Francesco Borgognini.

### Testimonianze e carriera
Una vera prima notizia di lei risale a un sonetto del 1661 composto dallo storico e araldista Gaspare Bombaci (1607-1676), concittadino della Sirani, che la descrive come "sorella e figlia di famosi Pennelli". In base a un testo del conte Andrea de' Buoi invece, sappiamo che era attiva come pittrice già dal 1665, ma non aveva le stesse capacità tecniche della sorella. Leggiamo infatti: "una sorella di lei [...] aveva cominciato a fare qualche pittura, ma non vi si conosce il talento e la maniera di quella".
Dei suoi lavori ci è giunto pochissimo e un primo catalogo dei suoi dipinti è in una modifica fatta nel 1690 al libro Bologna perlustrata di Antonio Masini, grazie al quale sappiamo che a Barbara Sirani furono commissionate opere con soggetti religiosi per fini ecclesiastici o per privati. 
Un ritratto su rame della sorella Elisabetta, deceduta dal 1665, è invece conservato presso la Pinacoteca nazionale di Bologna. L'opera è firmata e datata in basso a destra, col nome da coniugata, "BARBARA SIRANI BVRGOGNINI 1689" e ne parlò sia Carlo Cesare Malvasia che, in un sonetto, Giovanni Luigi Piccinardi, il quale scrisse: "Alla Signora Barbara Sirani, che dipingeva in rame dopo la morte della famosa Sig. Elisabetta sua Germana il ritratto della medesima".

### Morte
Barbara Sirani morì nel 1692, all'età di circa 51 anni. 

## Opere parziale
- Transito di San Giuseppe nella Chiesa di San Lazzaro fuori Porta Maggiore (edificio scomparso), San Lazzaro di Savena;[8]
- SS. Trinità;[8]
- Madonna con Bambino e San Giovannino e un San Biagio;[8]
- San Giovanni per la chiesa della Santissima Trinità fuori Budrio (chiesa non identificata);[8]
- San Michele e il Demonio per la chiesa di San Martino in Argile (chiesa non identificata);[8]
- Ecce Homo con due Manigoldi, olio su tela, per la Chiesa di Santa Maria dei Servi;[8][13]
- I Misteri del Rosario per la chiesa dei SS. Giovanni Battista e Mamante di Montecalvo, Pianoro;[14]
- Ritratto di Elisabetta Sirani, 1665, dipinto su rame, Pinacoteca nazionale di Bologna.[15]
- Sant'Apollonia, Santa Francesca Romana e Santa Caterina Vigri, olio su tela, 1689;[16]
- Incoronazione della Madonna, oli su tela, seconda metà del XVII secolo.[17]